# 中牟田栄蔵
中牟田 栄蔵（なかむた えいぞう、1920年10月17日 - 1997年7月18日）は、日本の経営者。岩田屋社長を務めた。福岡県出身。

## 経歴・人物
1943年に同志社大学経済学部を卒業し、1945年に岩田屋に入社した。1947年に取締役に就任し、1956年に常務、1971年に専務、1979年に副社長を経て、1985年5月に社長に就任した。1989年5月から相談役を務めた。
1997年7月18日肺癌のために死去。76歳没。